# پونتکولنت
پونتکولنت (به فرانسوی: Pontécoulant) یک کمون در فرانسه است که در Canton of Condé-sur-Noireau واقع شده‌است.

## خصوصیات
پونتکولنت ۲٫۳۸ کیلومترمربع مساحت و ۹۳ نفر جمعیت دارد و ۶۴ متر بالاتر از سطح دریا واقع شده‌است.